# IBM Model M
A Model M az IBM informatikai cég 1985-től gyártott mechanikus billentyűzete, a korábbi Model F billentyűzet utódjaként jelent meg, amelyet később teljesen leváltott.
A Model M fő jellegzetessége a Buckling spring mechanika, amely kiváló tartósságának köszönhetően nagy népszerűségre tett szert a PC felhasználók körében. Emellett jelentős szerepet játszott a személyi számítógépek billentyűzetkiosztásának kialakításában, amit számos billentyűzetgyártó és konkurens számítógépmodell is átvett.
Az IBM 1996-ban leállította a Model M gyártását, amelyet később a Lexmark és a Maxi Switch folytatott. Jelenleg az Unicomp birtokolja a gyártási jogokat, és a mai napig gyártja a billentyűzet modernizált változatát.

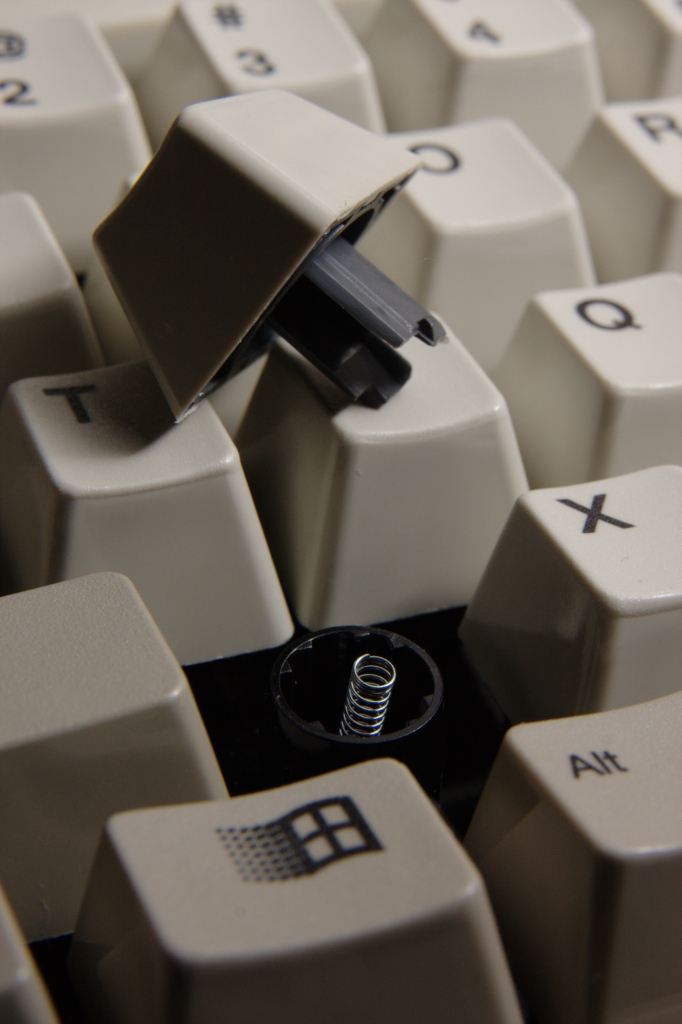
Buckling spring mechanika

Buckling spring működés közben

## Jellemzők
Az IBM PC/AT, és számos más IBM által gyártott számítógépeket ezzel a billentyűzettel árulták. Manapság szinte az összes billentyűzet a Model M kiosztásán alapul (kivéve a Model F és klónjai), amelyet 1994-ben ISO, majd 1998-ban ANSI kiosztásként szabványosítottak, eme kiosztás kialakításában a DEC VT220 billentyűzete nagy hatással volt. A Model F-hez képest rengeteg változás történt: a billentyűzet úgy lett megtervezve, hogy annak gyártása olcsóbb legyen a elődjénél, így az annál használt nyomtatott áramköri lapokat lecserélték membrán lapokra, a funkcióbillentyűk a bal oldalról a számsor fölé kerültek, így felszabadítva helyet a jobb oldalon, ennek köszönhetően a billentyűzet numerikus gombjaitól balra ki lehetett alakítani a mai napig használt nyílbillentyűket és az Insert, Delete, Home, End, Page Up, Page Down gombokat, megjelent a Print Screen, Scroll Lock és Pause gombok is (utóbbit általában játékok szüneteltetésére használták), viszont korai darabok nem rendelkeznek Windows gombbal (az operációs rendszer még nem rendelkezett Start menüvel, ez a Windows 95 megjelenéséig nem történt meg), illetve menü gombbal, ezek a hiányosságok későbbi billentyűzeteken pótolva lettek.  A billentyűzet kábele leválasztható, SDL csatlakozást használva, így könnyedén lehet AT, PS/2 illetve USB csatlakozást is használni, a későbbi billentyűzetek már mellőzték az SDL csatlakozót, és a kábel a billentyűzetbe lett kötve.
Jellegzetessége továbbá a Buckling spring mechanika, amely már a Model F-ben is megtalálható volt, de a Model M sikerének köszönhetően vált ismertebbé. A mechanika lényege, hogy a levehető billentyűk alatt egy mechanikus rugós kapcsolószerkezet működik, amit lenyomva jön létre a kapcsolat kettő kapcsolási pont között egy membrán lapon (lásd ábra). Ez (a membrán alatt található fém lappal együtt) adta a billentyűzet jellegzetes, írógépszerű hangját, illetve strapabíróságát is. A billentyűzetsapkák miatt könnyedén lehet billentyűzetkiosztást cserélni a billentyűzeten.
|         |         |           |
| Model F | Model M | DEC VT220 |

## Típusok
A következő táblázat nem veszi figyelembe az Unicomp által gyártott Model M változatokat.
| Típus neve                | Gyártó      | Évszám    | Megjegyzés                                                                               | Kép |
| ------------------------- | ----------- | --------- | ---------------------------------------------------------------------------------------- | --- |
| Model M                   | IBM         | 1985-1989 | Ezüst IBM jelvény a jobb felső sarokban                                                  |     |
| Model M                   | IBM         | 1987-1992 | Fehér IBM jelvény a bal felső sarokban                                                   |     |
| Model M                   | IBM Lexmark | 1992-1999 | Kék IBM jelvény a bal felső sarokban, 1996-tól nem eltávolítható kábellel                |     |
| Model M (Quiet Touch)     | Lexmark     | 1993-1995 | Kék IBM jelvény a bal felső sarokban, rubber dome gombok                                 |     |
| Model M Space Saving      | IBM         | 1987–1996 | Fehér IBM jelvény a bal felső sarokban, TKL változat                                     |     |
| Model M 122               | IBM         | 1985–2000 | Ezüst IBM jelvény a jobb felső sarokban, eredetileg terminálgépekhez készült             |     |
| Model M5 Trackball        | IBM         | 1993–1995 | Kék IBM jelvény a bal felső sarokban, hanyattegér                                        |     |
| Model M13 (Trackpoint II) | Lexmark     | 1994–1999 | Fekete színű variáns, fekete IBM jelvény a bal felső sarokban, pöcökegér és 2db egérgomb |     |
| Model M Adjustable        | IBM         | 1994–1995 | Ergonomikus változat                                                                     |     |